# XIe législature de la République italienne
La XIe législature de la République italienne (en italien : La XI Legislatura della Repubblica Italiana) est la législature du Parlement de la République italienne qui a été ouverte le 23 avril 1992 et qui s'est fermée le 14 avril 1994. 

## Gouvernements
- Gouvernement Amato I
  - Du 28 juin 1992 au 28 avril 1993
  - Président du Conseil des ministres d'Italie : Giuliano Amato (PSI)
  - Composition du gouvernement : DC, PSI, PSDI, PLI
- Gouvernement Ciampi
  - Du 28 avril 1993 au 10 mai 1994
  - Président du Conseil des ministres d'Italie : Carlo Azeglio Ciampi (Indépendant)
  - Composition du gouvernement : DC, PSI, PSDI, PLI, PRI, Indépendants de "gauche" (provenant du PDS et FdV)

## Chambre des députés
| Groupe parlementaire | Nombre de sièges |
| -------------------- | ---------------- |
| DC                   | 206/630          |
| PDS                  | 107/630          |
| PSI                  | 92/630           |
| LN                   | 55/630           |
| PRC                  | 35/630           |
| MSI-DN               | 34/630           |
| PRI                  | 27/630           |
| PLI                  | 17/630           |

## Sénat
| Groupe parlementaire | Nombre de sièges |
| -------------------- | ---------------- |
| DC                   | 107/315          |
| PDS                  | 64/315           |
| PSI                  | 49/315           |
| LN                   | 25/315           |
| PRC                  | 20/315           |
| MSI-DN               | 16/315           |
| PRI                  | 10/315           |
| PLI                  | 4/315            |